# Berthelots pieper
Berthelots pieper (Anthus berthelotii) is een soort zangvogel uit de familie piepers en kwikstaarten van het geslacht Anthus. De vogel broedt op Madeira en de Canarische Eilanden.

## Kenmerken
Berthelots pieper is 13 tot 14,5 cm lang en is even groot als de graspieper. De vogel heeft een ander postuur, de poten staan meer naar achteren en de kop is groter, met een relatief fijne snavel. De vogel oogt licht, met een vuilwitte borst met weinig streping. Onvolwassen vogels zijn iets meer gestreept en zijn warmbruin van boven, volwassen vogels zijn daar veel lichter grijsbruin.

## Verspreiding en leefgebied
Berthelots pieper komt alleen voor op de Canarische Eilanden en Madeira. Het leefgebied bestaat uit droog zandig en stenig terrein met een lage vegetatie en op stenige berghellingen of hellingen van vulkanische as.

## Status
De grootte van de populatie wordt geschat op 20.000-100.000 broedparen. Er is geen aanleiding te veronderstellen dat de soort in aantal achteruit gaat. Daarom staat deze pieper als niet bedreigd op de Rode Lijst van de IUCN.

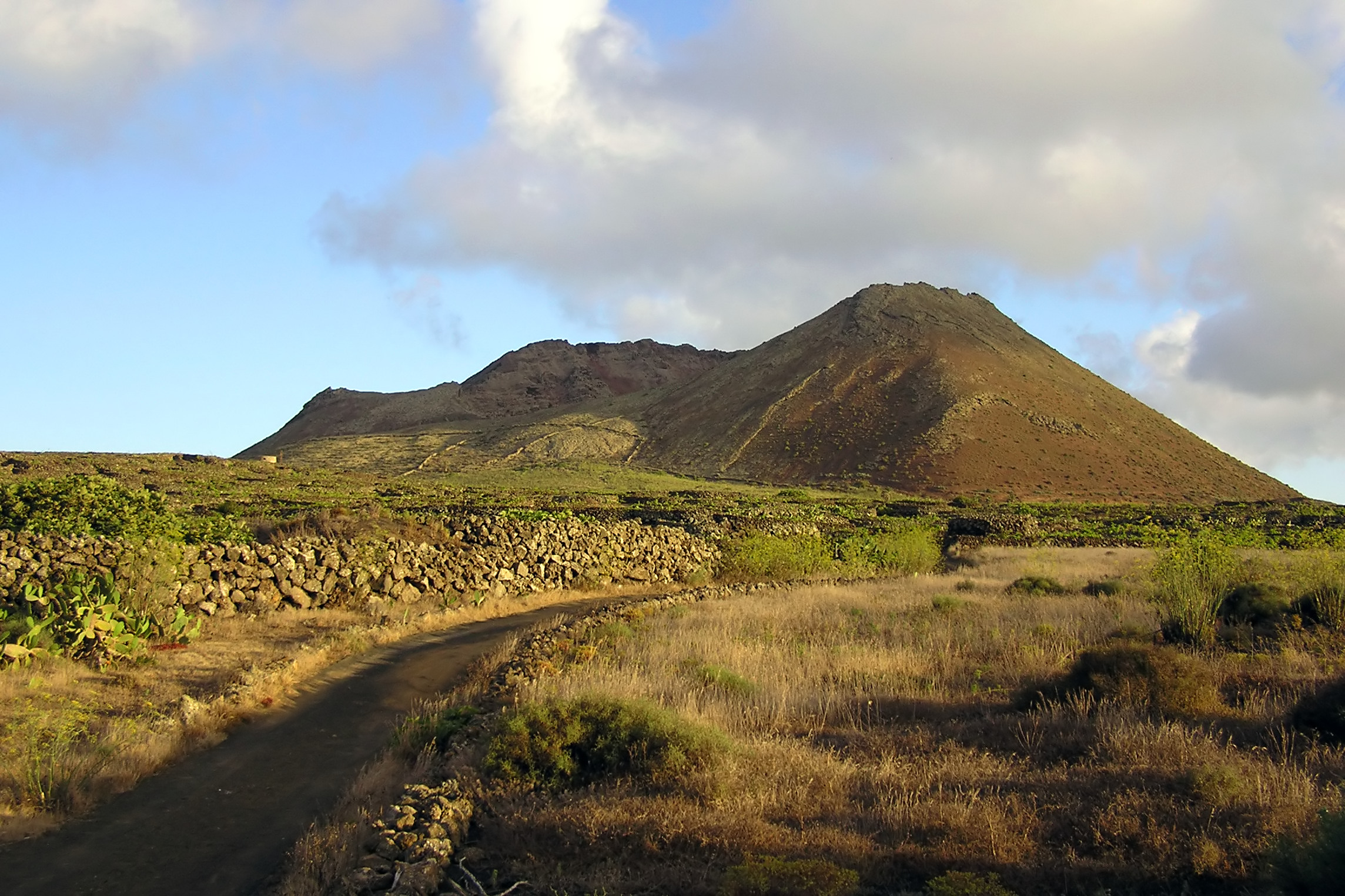
Habitat van de Berthelots pieper
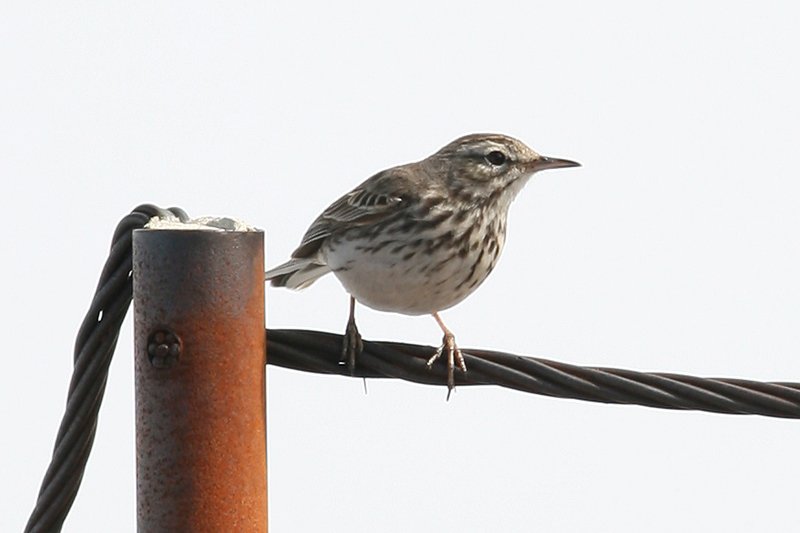
Op Madeira
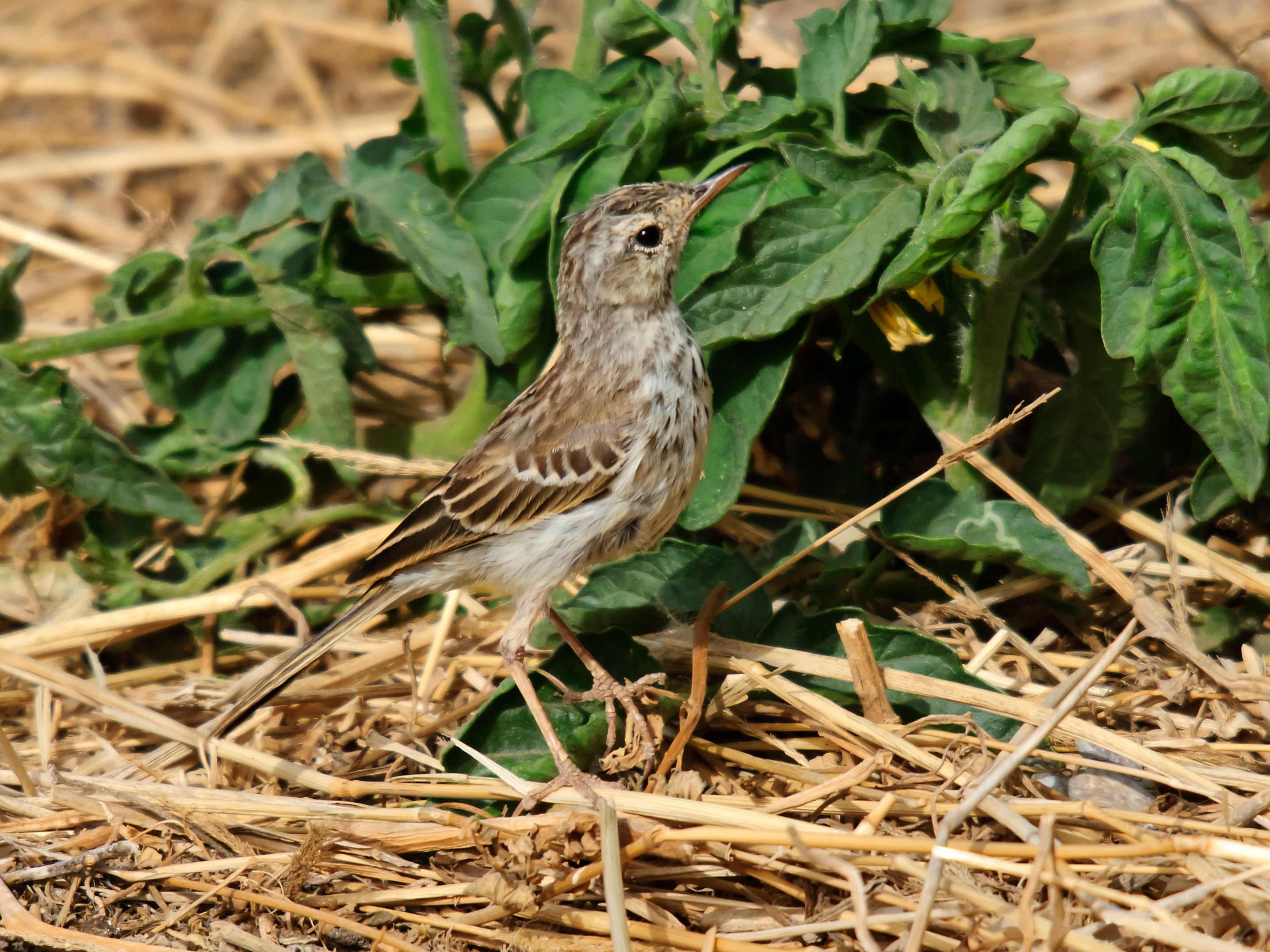
Op Gran Canaria.
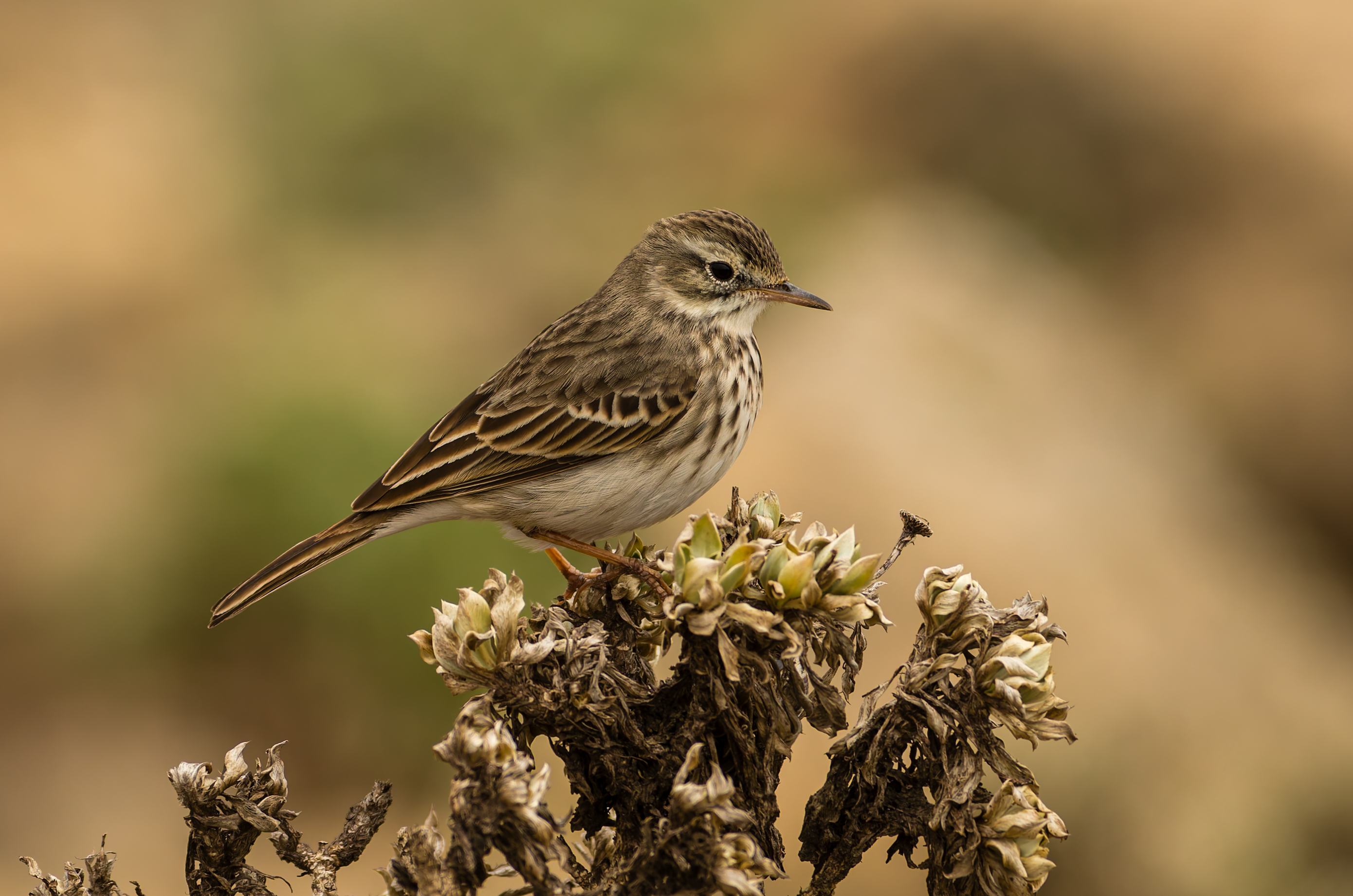
Op Fuerteventura.